# Oakland (Iowa)
Pour les articles homonymes, voir Oakland.
Oakland est une ville du comté de Pottawattamie, en Iowa, aux États-Unis. Elle est fondée en 1880 et incorporée le 14 mars 1882.

## Source de la traduction
- (en) Cet article est partiellement ou en totalité issu de l’article de Wikipédia en anglais intitulé « Oakland, Iowa » (voir la liste des auteurs).